# Adam Jakubech
Adam Jakubech (ur. 2 stycznia 1997 w Preszowie) – słowacki piłkarz  grający na pozycji bramkarza w słowackim Zemplín Michalovce.

## Kariera klubowa
Od 2006 szkolił się w szkółce piłkarskiej Tatran Preszów. 16 sierpnia 2014 zadebiutował w drużynie zawodowej Tatran Preszów na szczeblu 2. ligi.
17 stycznia 2015 roku Jakubech podpisał trzyipółletni kontrakt ze Spartakiem Trnawa.
26 lipca 2017 roku podpisał 5–letni kontrakt z francuskim Lille OSC.
| Sezon   | Klub           | Kraj     | Rozgrywki   | Mecze | Bramki | Rozgrywki Europy | Mecze | Bramki |
| ------- | -------------- | -------- | ----------- | ----- | ------ | ---------------- | ----- | ------ |
| 2014/15 | Tatran Preszów | Słowacja | 2. liga     | 12    | 0      | -                | -     | -      |
| 2014/15 | Spartak Trnawa | Słowacja | Corgoň Liga | 1     | 0      | -                | -     | -      |
| 2015/16 | Spartak Trnawa | Słowacja | Corgoň Liga | 15    | 0      | Liga Europy UEFA | 3     | 0      |
| 2016/17 | Spartak Trnawa | Słowacja | Corgoň Liga | 30    | 0      | Liga Europy UEFA | 6     | 0      |
| 2017/18 | Lille OSC      | Francja  | Ligue 1     | 0     | 0      | -                | -     | -      |

Stan na: 31 lipca 2017 r.

## Kariera reprezentacyjna
W reprezentacji Słowacji Jakubech zadebiutował 8 stycznia 2017 w przegranym 1:3 meczu z Ugandą.

## Życie prywatne
Jego ojciec Peter również był bramkarzem.